# Ньюбридж

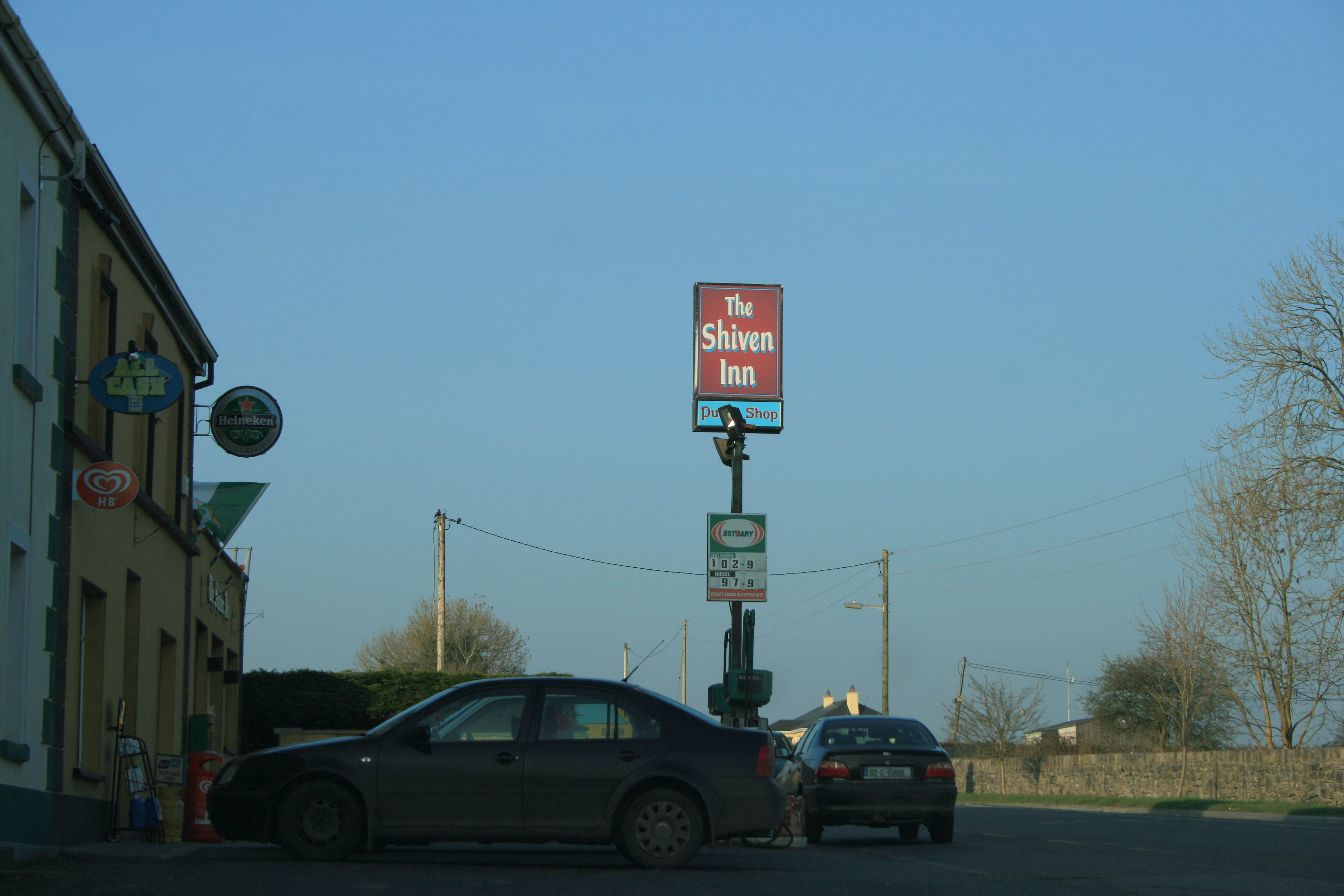

Ньюбридж (англ. Newbridge; ирл. An Droichead Nua) — деревня в Ирландии, находится в графстве Голуэй (провинция Коннахт) у трассы N63.